# Classique de Saint-Sébastien 1997
La 17e édition de la Classique de Saint-Sébastien a eu lieu le 6 août 1997. Elle a été remportée au sprint par l'Italien Davide Rebellin.
La course disputée sur un parcours de 234 kilomètres est l'une des manches de la Coupe du monde de cyclisme sur route 1997.

## Classement
| #  | Coureur               | Équipe                  |    | Temps           |
| -- | --------------------- | ----------------------- | -- | --------------- |
| 1  | Davide Rebellin       | La Française des jeux   | en | 5 h 47 min 22 s |
| 2  | Alexander Gontchenkov | Roslotto-ZG Mobili      | +  | m.t             |
| 3  | Stefano Colagè        | Refin-Mobilvetta        |    | m.t             |
| 4  | Maurizio Fondriest    | Cofidis                 |    | m.t             |
| 5  | Gianluca Bortolami    | Festina-Lotus           |    | m.t             |
| 6  | Rolf Sørensen         | Rabobank                |    | m.t             |
| 7  | Beat Zberg            | Mercatone Uno-Scanavino |    | m.t             |
| 8  | Jens Heppner          | Team Deutsche Telekom   |    | m.t             |
| 9  | Richard Virenque      | Festina-Lotus           |    | m.t             |
| 10 | Giuseppe Tartaggia    | Batik-Del Monte         |    | m.t             |